# Hamilton (Ohio)
Hamilton è una città degli Stati Uniti d'America, capoluogo della contea di Butler, nello Stato dell'Ohio.
È situata nel sud-ovest dello Stato, vicina alle aree metropolitane di Cincinnati e Dayton.